# Пахоа (Хаваји)
Пахоа (енгл. Pahoa) насељено је место за статистичке потребе у америчкој савезној држави Хаваји. По попису становништва из 2010. у њему је живело 945 становника.

## Демографија
Према попису становништва из 2010. у граду је живело 945 становника, што је -17 (-1.8%) становника више него 2000. године.
| Група             | 2000.       | 2010.       |
| Белци             | 83 (8,6%)   | 123 (13,0%) |
| Афроамериканци    | 3 (0,3%)    | 4 (0,4%)    |
| Азијати           | 504 (52,4%) | 411 (43,5%) |
| Хиспаноамериканци | 108 (11,2%) | 62 (6,6%)   |
| Укупно            | 962         | 945         |